# Maksim Vityugov
Maksim Alekseyevich Vityugov (tiếng Nga: Максим Алексеевич Витюгов; sinh ngày 1 tháng 2 năm 1998) là một cầu thủ bóng đá người Nga thi đấu cho FC Chertanovo Moskva.

## Sự nghiệp câu lạc bộ
Anh có màn ra mắt tại Giải bóng đá chuyên nghiệp quốc gia Nga cho FC Chertanovo Moskva ngày 10 tháng 4 năm 2016 trong trận đấu với F.K. Zenit Penza.